# بوکانسپت
بوکانسپت (انگلیسی: BoConcept) شرکت خرده‌فروشی دانمارکی است، که در سال ۱۹۵۲ تأسیس شد.